# Oxicesta
Oxicesta is een geslacht van vlinders van de familie Uilen (Noctuidae), uit de onderfamilie Hadeninae.

## Soorten
- O. chamoenices (Herrich-Schäffer, 1845)
- O. geographica (Fabricius, 1787)
- O. nervosa Villers, 1789
- O. serratae (Zerny, 1927)